# World Wide Web

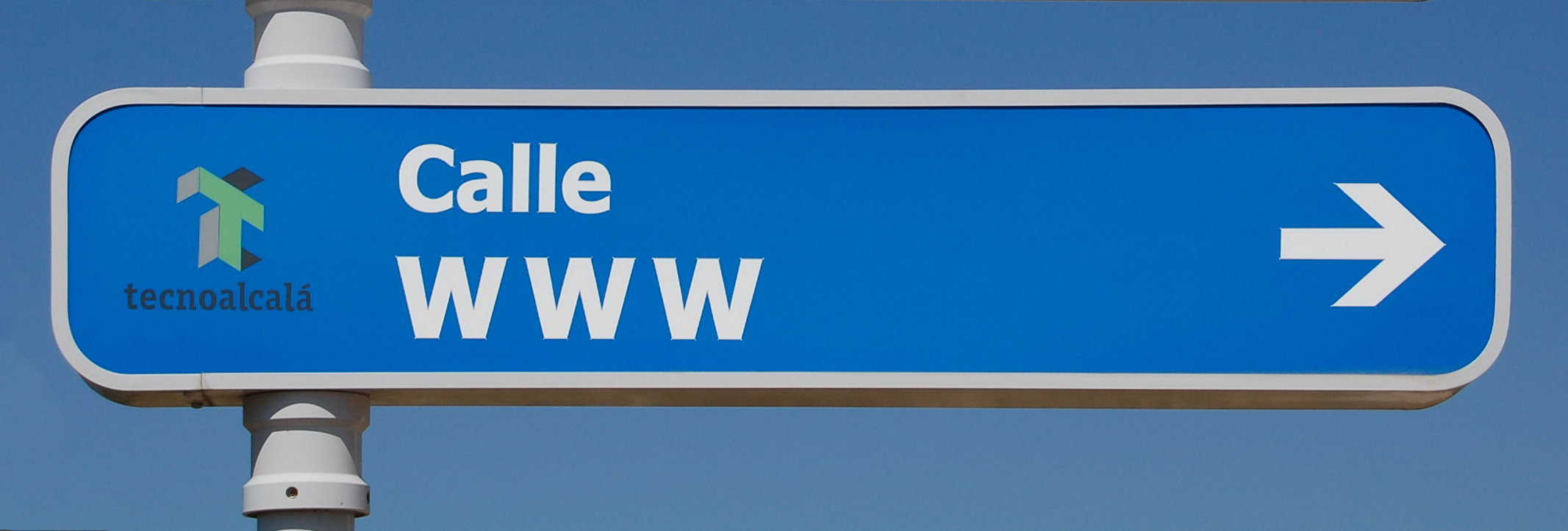
Cartel de la calle «WWW», en el Parque Científico Tecnológico de la Universidad de Alcalá, en Alcalá de Henares (España).

En informática, la World Wide Web (La Web) o red informática mundial es un sistema que funciona a través de internet, por el cual se pueden transmitir diversos tipos de datos a través del Protocolo de Transferencia de Hipertextos o HTTP, que son los enlaces de la página web. 
Es un sistema a través del cual se gestiona información que será compartida por internet; es necesario tener conexión a internet a través de alguna aplicación para poder utilizar la web, por ejemplo, Chrome, Mozilla, Safari y otros navegadores web, que son herramientas de internet que nos permiten acceder a un gran número de contenidos que a su vez nos direccionan a otras páginas y así sucesivamente; para su creación se emplea lenguaje informático HTML (Hypertext Markup Language), lenguaje de marcas que permite crear documentos para compartir a través de internet; emplea el sistema de Localización Uniforme de Recursos o URL, que es la dirección concreta que determina cada uno de los recursos que se encuentran en la red, es decir, es un identificador propio para cada página, documento, archivo, entre otros, que se encuentran en la web.
La Web se desarrolló entre marzo y diciembre de 1989 por el inglés Tim Berners-Lee con la ayuda del belga Robert Cailliau mientras trabajaban en el CERN en Ginebra, Suiza, y se publicó como una propuesta formal en 1991. Desde entonces, Berners-Lee ha jugado un papel activo guiando el desarrollo de estándares Web (como los lenguajes de marcado con los que se crean las páginas web), y en los últimos años ha abogado por su visión de una Web semántica.
Utilizando los conceptos de sus anteriores sistemas de hipertexto como ENQUIRE, el físico británico Tim Berners-Lee, un científico de la computación y en ese tiempo uno de los empleados del CERN, ahora director del World Wide Web Consortium (W3C), escribió una propuesta en marzo de 1989 con lo que se convertiría en la World Wide Web. La propuesta de 1989 fue destinada a un sistema de comunicación CERN pero Berners-Lee finalmente se dio cuenta de que el concepto podría aplicarse en todo el mundo. En la CERN, la organización europea de investigación cerca de Ginebra, en la frontera entre Francia y Suiza, Berners-Lee y el científico de la computación belga Robert Cailliau propusieron en 1990 utilizar el hipertexto «para vincular y acceder a información de diversos tipos como una red de nodos en los que el usuario puede navegar a voluntad», y Berners-Lee terminó el primer sitio web en diciembre de ese año. Berners-Lee publicó el proyecto en el grupo de noticias alt.hypertext el 6 de agosto de 1991.

## Historia

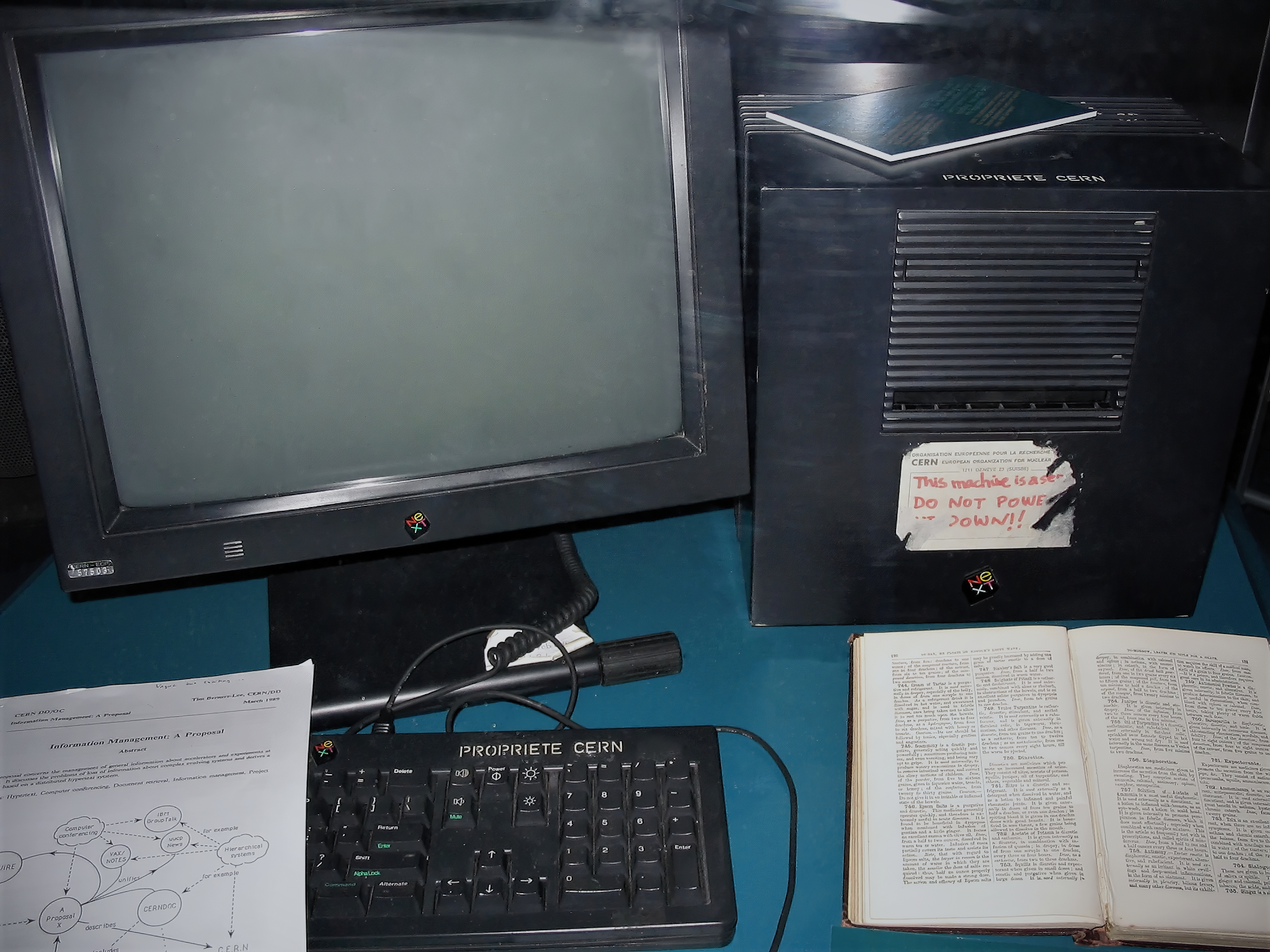
Este NeXTcube usado por Tim Berners-Lee en el CERN se convirtió en el primer servidor web.

La Web se desarrolló entre mayo de 1989 y diciembre de 1990 por el inglés Tim Berners-Lee y con la ayuda del belga Robert Cailliau, mientras ambos trabajaban en el CERN en Ginebra, Suiza, y publicado en 1991. Desde entonces, Berners-Lee ha jugado un papel activo guiando el desarrollo de estándares Web (como los lenguajes de marcado con los que se crean las páginas web), y en los últimos años ha abogado por su visión de una Web semántica.
Pero también podemos decir que la web es el número de mayo de 1970 de la revista Popular Science, en donde Arthur C. Clarke predijo que algún día los satélites «llevarán el conocimiento acumulado del mundo a sus manos», con una consola que combinará la funcionalidad de fotocopiadora, teléfono, televisión, y un pequeño ordenador, permitiendo la transferencia de datos y videoconferencia en todo el mundo.
En marzo de 1989, Tim Berners-Lee escribió una propuesta que hace referencia ENQUIRE, una base de datos y proyectos de software que había construido en 1980, y describe un sistema de gestión de la información más elaborado.
La idea subyacente de la Web se remonta a la propuesta de Vannevar Bush en los años 40 sobre un sistema similar: a grandes rasgos, un entramado de información distribuida con una interfaz operativa que permitía el acceso tanto a la misma como a otros artículos relevantes determinados por claves. Este proyecto nunca fue materializado, quedando relegado al plano teórico bajo el nombre de Memex. Es en los años 50 cuando Ted Nelson realiza la primera referencia a un sistema de hipertexto, donde la información es enlazada de forma libre. Pero no es hasta 1980, con un soporte operativo tecnológico para la distribución de información en redes informáticas, cuando Tim Berners-Lee propone ENQUIRE al CERN (refiriéndose a Enquire Within Upon Everything, en español Preguntando de todo sobre todo), donde se materializa la realización práctica de este concepto de incipientes nociones de la Web.
En marzo de 1989, Tim Berners-Lee, ya como personal de la división DD del CERN, redacta la propuesta, que referenciaba a ENQUIRE y describía un sistema de gestión de información más elaborado. No hubo un bautizo oficial o un acuñamiento del término web en esas referencias iniciales, utilizándose para tal efecto el término malla. Sin embargo, el World Wide Web ya había nacido. Con la ayuda de Robert Cailliau, se publicó una propuesta más formal para la World Wide Web el 6 de agosto de 1991.
Berners-Lee usó un NeXTcube como el primer servidor web del mundo y también escribió el primer navegador web, WorldWideWeb en 1990. En las Navidades del mismo año, Berners-Lee había creado todas las herramientas necesarias para que una web funcionase: el primer navegador web (el cual también era un editor web), el primer servidor web y las primeras páginas web que al mismo tiempo describían el proyecto.
El 6 de agosto de 1991, envió un pequeño resumen del proyecto World Wide Web al newsgroup alt.hypertext. Esta fecha también señala el debut de la Web como un servicio disponible públicamente en Internet.
El concepto, subyacente y crucial, del hipertexto tiene sus orígenes en viejos proyectos de la década de los 60, como el Proyecto Xanadú de Ted Nelson y el sistema on-line NLS de Douglas Engelbart. Los dos, Nelson y Engelbart, estaban a su vez inspirados por el ya citado sistema basado en microfilm «memex», de Vannevar Bush.
El gran avance de Berners-Lee fue unir hipertexto e Internet. En su libro Weaving the Web (en español, Tejiendo la red), explica que él había sugerido repetidamente que la unión entre las dos tecnologías era posible para miembros de las dos comunidades tecnológicas, pero como nadie aceptó su invitación, decidió, finalmente, hacer frente al proyecto él mismo. En el proceso, desarrolló un sistema de identificadores únicos globales para los recursos web y también: el Uniform Resource Identifier.
World Wide Web tenía algunas diferencias de los otros sistemas de hipertexto que estaban disponibles en aquel momento:
- WWW solo requería enlaces unidireccionales en vez de los bidireccionales. Esto hacía posible que una persona enlazara a otro recurso sin necesidad de ninguna acción del propietario de ese recurso. Con ello se reducía significativamente la dificultad de implementar servidores web y navegadores (en comparación con los sistemas anteriores), pero en cambio presentaba el problema crónico de los enlaces rotos.
- A diferencia de sus predecesores, como HyperCard, World Wide Web era no-propietario, haciendo posible desarrollar servidores y clientes independientemente y añadir extensiones sin restricciones de licencia.

El 30 de abril de 1993, el CERN presentó la World Wide Web de forma pública.
La primera página de Internet fue creada por Tim Berners-Lee en 1990 mediante un computador NeXT, el funcionamiento de esta como lo han sido todas las páginas de Internet era informar sobre la World Wide Web. En la página se define la hipermedia y muestra un ejemplo de como sería una página en hipertexto, se enseña como contribuir a la Web, menciona a las personas involucradas en ese proyecto, cómo se clasifica la información en la Web, los servidores y softwares que existían, enseña cómo insertar una bibliografía, proporciona la terminación de cada tipo de software que existe para así identificarlo más fácilmente, menciona el nacimiento de la página, da a conocer el colisionador de partículas CERN, e incluso viene un manual de usuario para utilizar la World Wide Web y proporciona ayuda en línea en los softwares Line Mode Browser, NeXTStep y MidasWWW. Toda esta información se muestra en cuatro enlaces en la página principal. Esta página web se abrió el 30 de abril de 1993, durante mucho tiempo dejó de existir esta página, pero la abrieron 20 años después el 30 de abril de 2013 como conmemoración del nacimiento de la tecnología web.
ViolaWWW fue un navegador bastante popular en los comienzos de la Web que estaba basado en el concepto de la herramienta hipertextual de software de Mac denominada HyperCard. Sin embargo, los investigadores generalmente están de acuerdo en que el punto de inflexión de la World Wide Web comenzó con la introducción del navegador web Mosaic en 1993, un navegador gráfico desarrollado por un equipo del NCSA en la Universidad de Illinois en Urbana-Champaign (NCSA-UIUC), dirigido por Marc Andreessen. El apoyo para desarrollar Mosaic vino del High-Performance Computing and Communications Initiative, un programa de fondos iniciado por el entonces gobernador Al Gore en el High Performance Computing and Communication Act of 1991, también conocida como la Gore Bill. Antes del lanzamiento de Mosaic, las páginas web no integraban un amplio entorno gráfico y su popularidad fue menor que otros protocolos anteriores ya en uso sobre Internet, como el protocolo Gopher y WAIS. La interfaz gráfica de usuario de Mosaic permitió a la WWW convertirse en el protocolo de Internet más popular de una manera fulgurante.

## Funcionamiento de la Web
El primer paso consiste en traducir la parte nombre del servidor del URL en una dirección IP normalizada usando la base de datos distribuida de Internet conocida como DNS. Esta dirección IP es necesaria para contactar con el servidor web y poder enviarle paquetes de datos.
El siguiente paso es enviar una petición HTTP al servidor web solicitando el recurso. En el caso de una página web típica, primero se envía el texto HTML y luego el mismo es inmediatamente analizado por el navegador, el cual, después, hace peticiones adicionales para los gráficos y otros ficheros que formen parte de la página. Las estadísticas de popularidad de un sitio web normalmente están basadas en el número de páginas vistas o peticiones de servidor asociadas, o peticiones de fichero, que tienen lugar.
Al recibir los ficheros solicitados desde el servidor web, el navegador representa (renderiza) la página tal y como se describe en el código HTML, el CSS y otros lenguajes web. Al final se incorporan las imágenes y otros recursos para producir la página que ve el usuario en su pantalla.

## Estándares web

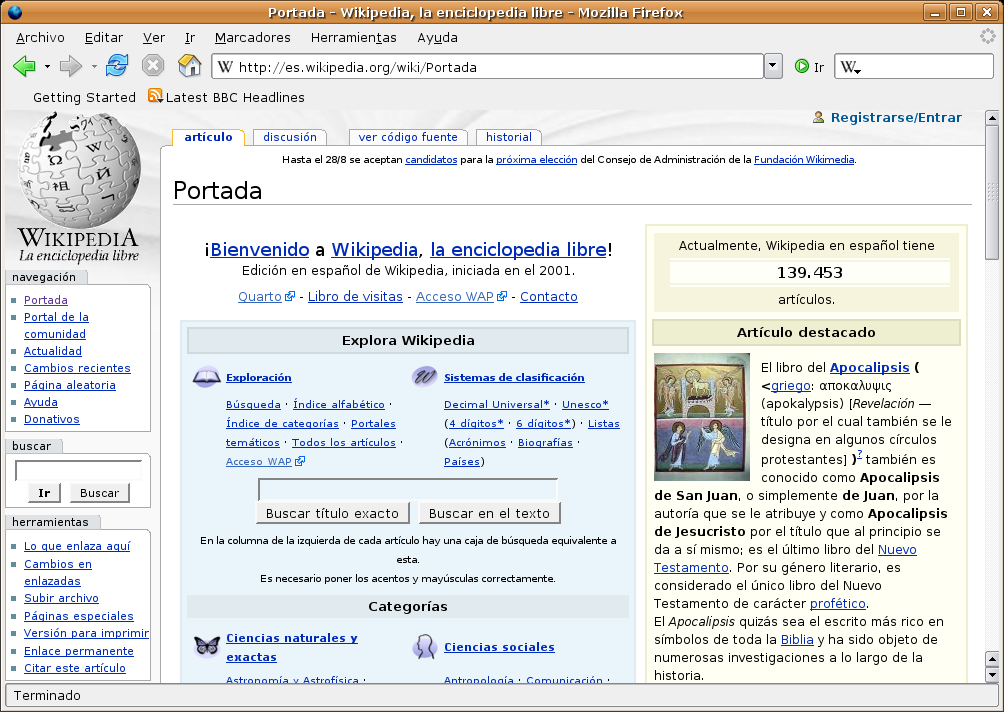
Wikipedia en español con Mozilla Firefox 1.5.0.5.

Destacamos los siguientes estándares:
- El Identificador de Recurso Uniforme (URI), que es un sistema universal para referenciar recursos en la Web, como páginas web
- El Protocolo de Transferencia de Hipertexto (HTTP), que especifica cómo se comunican el navegador y el servidor entre ellos
- El Lenguaje de Marcado de Hipertexto (HTML), usado para definir la estructura y contenido de documentos de hipertexto
- El Lenguaje de Marcado Extensible (XML), usado para describir la estructura de los documentos de texto.

Berners-Lee dirige desde 2007 el World Wide Web Consortium (W3C), el cual desarrolla y mantiene esos y otros estándares que permiten a los ordenadores de la Web almacenar y comunicar efectivamente diferentes formas de información.

## Java y JavaScript
Un avance significativo en la tecnología web fue la Plataforma Java de Sun Microsystems. Este lenguaje permite que las páginas web contengan pequeños programas (llamados applets) directamente en la visualización. Estos applets se ejecutan en el ordenador del usuario, proporcionando una interfaz de usuario más rico que simples páginas web. Los applets Java del cliente nunca obtuvieron la popularidad que Sun esperaba de ellos, por una serie de razones, incluyendo la falta de integración con otros contenidos (los applets fueron confinados a pequeñas cajas dentro de la página renderizada) y el hecho de que muchos ordenadores del momento eran vendidos a los usuarios finales sin una JVM correctamente instalada, por lo que se necesitaba que el usuario descargara la máquina virtual antes de que el applet comenzara a aparecer. Hasta la llegada de HTML5, Adobe Flash desempeñó muchas de las funciones que originalmente se pensaron que podrían hacer los applets de Java incluyendo la ejecución de contenido de vídeo, animaciones y algunas características superiores de GUI. En estos momentos Java se utiliza más como plataforma y lenguaje para el lado del servidor y otro tipo de programación.
JavaScript, en cambio, es un lenguaje de script que inicialmente fue desarrollado para ser usado dentro de las páginas web. La versión estandarizada es el ECMAScript. Si bien los nombres son similares, JavaScript fue desarrollado por Netscape y no tiene relación alguna con Java, aparte de que sus sintaxis derivan del lenguaje de programación C. En unión con el Document Object Model de una página web, JavaScript se ha convertido en una tecnología mucho más importante de lo que pensaron sus creadores originales. La manipulación del Modelo de Objetos de Documento después de que la página ha sido enviada al cliente se ha denominado HTML Dinámico (DHTML), para enfatizar un cambio con respecto a las visualizaciones de HTML estático.
En su forma más simple, toda la información opcional y las acciones disponibles en las páginas web con JavaScript ya son cargadas la primera vez que se envía la página. Ajax («Asynchronous JavaScript And XML», en español, JavaScript Asíncrono y XML) es una tecnología basada en JavaScript que puede tener un efecto significativo para el desarrollo de la Web. Ajax proporciona un método por el cual grandes o pequeñas partes dentro de una página web pueden actualizarse, usando nueva información obtenida de la red en respuesta a las acciones del usuario. Esto permite que la página sea mucho más confiable, interactiva e interesante, sin que el usuario tenga que esperar a que se cargue toda la página. Ajax es visto como un aspecto importante de lo que suele llamarse Web 2.0. Ejemplos de técnicas Ajax usadas actualmente pueden verse en Gmail, Google Maps, etc.

## Implicaciones sociológicas

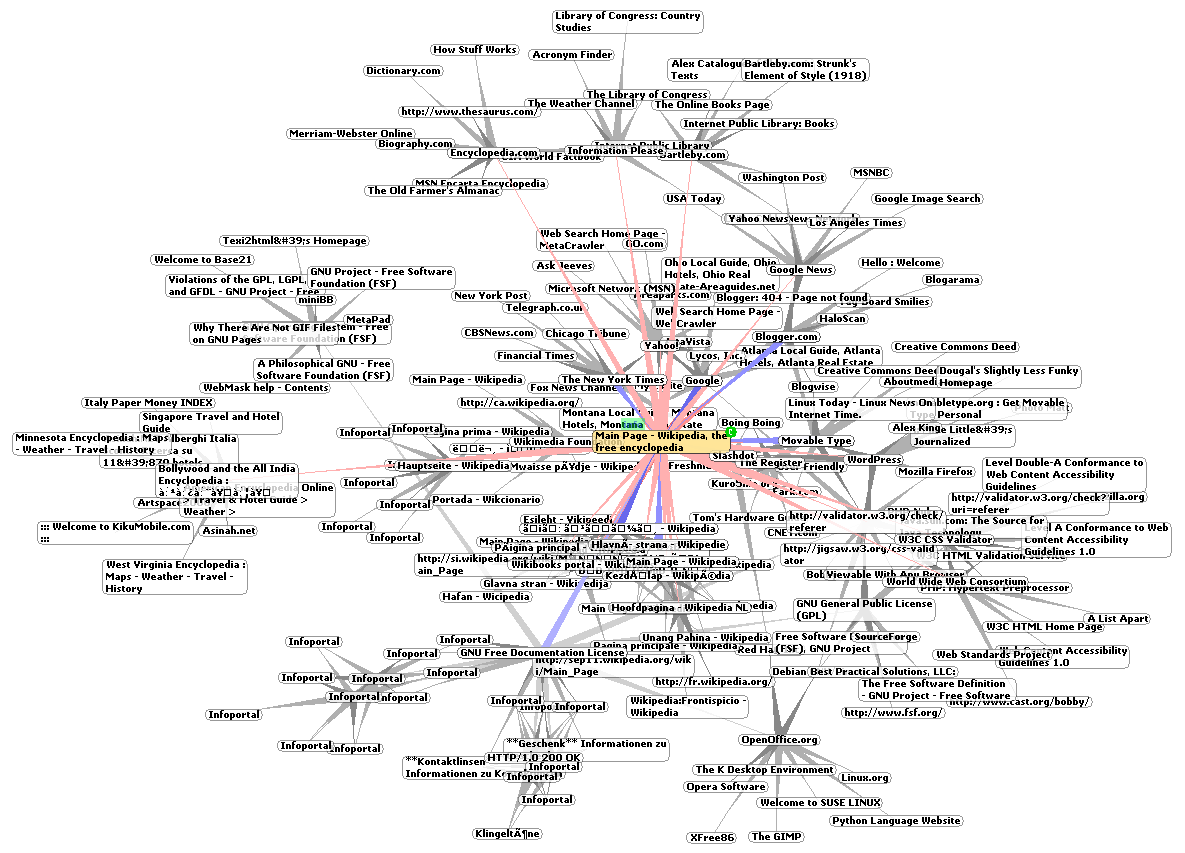
Wikipedia como parte de la World Wide Web.

La Web, tal y como la conocemos hoy día, ha permitido un flujo de comunicación global a una escala sin precedentes en la historia humana. Personas separadas en el tiempo y el espacio, pueden usar la Web para intercambiar- o incluso desarrollar mutuamente- sus pensamientos más íntimos, o alternativamente sus actitudes y deseos cotidianos. Experiencias emocionales, ideas políticas, cultura, idiomas musicales, negocio, arte, fotografías, literatura... todo puede ser compartido y diseminado digitalmente con el menor esfuerzo, haciéndolo llegar casi de forma inmediata a cualquier otro punto del planeta. Aunque la existencia y uso de la Web se basa en tecnología material, que tiene a su vez sus propias desventajas, esta información no utiliza recursos físicos como las bibliotecas o la prensa escrita. Sin embargo, la propagación de información a través de la Web (vía Internet) no está limitada por el movimiento de volúmenes físicos, o por copias manuales o materiales de información. Gracias a su carácter virtual, la información en la Web puede ser buscada más fácil y eficientemente que en cualquier medio físico, y mucho más rápido de lo que una persona podría recabar por sí misma a través de un viaje, correo, teléfono, telégrafo, o cualquier otro medio de comunicación.
La Web es el medio de mayor difusión de intercambio personal aparecido en la Historia de la Humanidad, muy por delante de la imprenta. Esta plataforma ha permitido a los usuarios interactuar con muchos más grupos de personas dispersas alrededor del planeta, de lo que es posible con las limitaciones del contacto físico o simplemente con las limitaciones de todos los otros medios de comunicación existentes combinados.
Como bien se ha descrito, el alcance de la Red hoy día es difícil de cuantificar. En total, según las estimaciones de 2010, el número total de páginas web, bien de acceso directo mediante URL, bien mediante el acceso a través de enlace, es de más de 27 000 millones; es decir, unas tres páginas por cada persona viva en el planeta. A su vez, la difusión de su contenido es tal, que en poco más de 10 años, hemos codificado medio billón de versiones de nuestra historia colectiva, y la hemos puesto frente a 1900 millones de personas. Es en definitiva, la consecución de una de las mayores ambiciones de la humanidad: desde la antigua Mongolia, pasando por la Biblioteca de Alejandría o la mismísima Enciclopedia de Rousseau y Diderot, la humanidad ha tratado de recopilar en un mismo tiempo y lugar todo el saber acumulado desde sus inicios hasta ese momento. El hipertexto ha hecho posible ese sueño.
Como la Web tiene un ámbito de influencia global, se ha sugerido su importancia en la contribución al entendimiento mutuo de las personas por encima de fronteras físicas o ideológicas.

## Publicación de páginas
La Web está disponible como una plataforma más englobada dentro de los mass media. Para «publicar» una página web, no es necesario acudir a un editor ni otra institución, ni siquiera poseer conocimientos técnicos más allá de los necesarios para usar un editor de texto estándar.
A diferencia de los libros y documentos, el hipertexto no necesita de un orden lineal de principio a final. No precisa de subdivisiones en capítulos, secciones, subsecciones, etc.
Aunque algunos sitios web están disponibles en varios idiomas, muchos se encuentran únicamente en su idioma local. Adicionalmente, no todos los softwares soportan todos los caracteres especiales, y lenguajes RTL. Estos factores son algunas de las puntualizaciones que faltan por unificarse en aras de una estandarización global. Por lo general, a exclusión de aquellas páginas que hacen uso de grafías no románicas, es cada vez más generalizado el uso del formato Unicode UTF-8 como codificador de caracteres.
Las facilidades gracias a las cuales hoy día es posible publicar material en la Web quedan patentes en el número al alza de nuevas páginas personales, en las aquellas con fines comerciales, divulgativas, blogueros, etc. El desarrollo de aplicaciones gratuitas capaces de generar páginas web de una manera totalmente gráfica e intuitiva, así como un número emergente de servicios de alojamiento web sin coste alguno han contribuido a este crecimiento sin precedentes.
En muchos países los sitios web publicados deben respetar la accesibilidad web, viniendo regulado dicho concepto por Normativas o Pautas que indican el nivel de accesibilidad de dicho sitio:
- Pautas de accesibilidad al contenido Web 1.0 WCAG desarrolladas por el W3C dentro de la Iniciativa WAI (Web Accesibility Iniciative).
- Norma UNE:139803

## Estadísticas

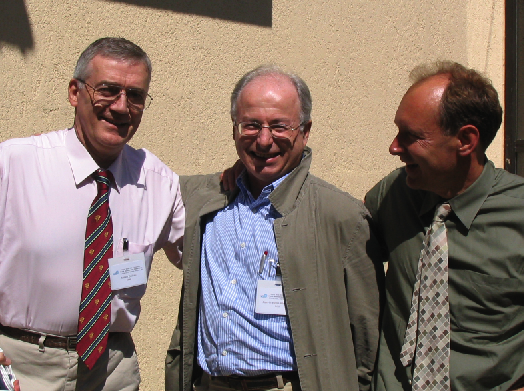
Robert Cailliau, Jean-François Abramatic and Tim Berners-Lee en el décimo aniversario del WWW Consortium.

Una encuesta de 2017 sobre 2 024 millones de páginas web determinó que la mayoría del contenido web estaba en inglés (56,4 %), frente a un 7,7 % de páginas en alemán, un 5,6 % en francés y un 4,95 % en japonés. Otro estudio más reciente que realizaba búsquedas de páginas en 75 idiomas diferentes, determinó que había sobre 11 500 millones de páginas web en la Web pública indexable a finales de enero del 2005. No obstante, cabe reseñar que este dato ha sido extraído de los bancos de datos de Google atendiendo a los nombres de dominio y, por tanto, muchas de las referencias a las que apuntan son meros redireccionamientos a otras webs.

## Problemas de velocidad
La frustración sobre los problemas de congestión en la infraestructura de Internet y la alta latencia que provoca la lenta navegación, ha llevado a crear un nombre alternativo para la World Wide Web: la World Wide Wait (en español, la Gran espera mundial). Aumentar la velocidad de Internet es una discusión latente sobre el uso de tecnologías de peering y QoS. Otras soluciones para reducir las esperas de la Web se pueden encontrar en W3C.
Las guías estándar para los tiempos de respuesta ideales de las páginas web son (Nielsen 1999, página 42):
- 0,1 segundos (una décima de segundo). Tiempo de respuesta ideal. El usuario no percibe ninguna interrupción.
- 1 segundo. Tiempo de respuesta más alto que es aceptable. Los tiempos de descarga superiores a 1 segundo interrumpen la experiencia del usuario.
- 10 segundos. Tiempo de respuesta inaceptable. La experiencia de usuario es interrumpida y el usuario puede marcharse del sitio web o sistema.

Estos tiempos son útiles para planificar la capacidad de los servidores web.

## Pronunciación de «www.»
En inglés, «www.» es el acrónimo de tres letras más largo de pronunciar,[cita requerida] necesitando nueve sílabas. Según Douglas Adams:

La World Wide Web es la única cosa que conozco cuya forma abreviada se tarda tres veces más en decir que su forma extendida.
Douglas Adams The Independent on Sunday, 1999.

La pronunciación correcta según la RAE es popularmente conocida como «triple uve doble, punto» o «uve doble, uve doble, uve doble, punto». Sin embargo, muchas veces se abrevia como «tres uves dobles, punto». En algunos países de habla hispana, como México, Colombia, Panamá y República Dominicana, se suele pronunciar «triple doble u, punto», «triple doble v, punto» o «doble u, doble u, doble u, punto». Mientras que en Bolivia, Cuba, Argentina, Venezuela, Chile, Ecuador, Paraguay, Perú, Uruguay y Nicaragua «triple doble ve, punto» o «doble ve, doble ve, doble ve, punto».
En chino, la World Wide Web normalmente se traduce por wàn wéi wǎng (万维网), que satisface las «www» y que significa literalmente «red de 10 mil dimensiones».
En italiano se pronuncia «vu vu vu» y en alemán, «ve ve ve».

## Estándares
Lo siguiente es una lista de los documentos que definen los tres estándares principales de la Web:
- Uniform Resource Locators (URL) (en español, Localizador de Recursos Uniforme)
  - RFC 1738, Localizador de Recursos Uniforme (URL) (diciembre de 1994)
  - RFC 3986, Uniform Resource Identifier (URI) (en castellano, Identificador de Recursos Uniforme): Sintaxis general (enero de 2005)

- Hypertext Transfer Protocol (HTTP) (en español, Protocolo de Transferencia de Hipertexto)
  - RFC 1945, Especificación de HTTP/1.0 (mayo de 1996)
  - RFC 2616, Especificación de HTTP/1.1 (junio de 1999)
  - RFC 2617, Autenticación HTTP
  - HTTP/1.1 Especificación de errores de HTTP/1.1

- Hypertext Markup Language (HTML) (en español, Lenguaje de Etiquetado de Hipertexto)
  - Internet Draft, HTML versión 1
  - RFC 1866, HTML versión 2.0
  - Referencia de la especificación HTML 3.2 
  - Especificación de HTML 4.01
  - Especificación de HTML5
  - Especificación de HTML Extensible (XHTML)1.0
  - Especificación de HTML Extensible (XHTML)1.1

## Enlaces rotos y almacenamiento de la Web
Con el paso del tiempo, muchos recursos web enlazados por hiperenlaces desaparecen, se cambia su localización, o son reemplazados con distinto contenido. Este fenómeno se denomina en algunos círculos como enlaces rotos y los hiperenlaces afectados por esto suelen llamarse «enlaces muertos».
La naturaleza efímera de la Web ha hecho aparecer muchos esfuerzos de almacenar la Web. El Internet Archive es uno de los esfuerzos más conocidos, ya que llevan almacenando la Web desde 1996.

## Conferencias académicas
El mayor evento académico relacionado con la WWW es la serie de conferencias promovidas por IW3C2. Hay una lista con enlaces a todas las conferencias de las series.

## El prefijo WWW en las direcciones web
Es muy común encontrar el prefijo «WWW» al comienzo de las direcciones web debido a la costumbre de nombrar a los host de Internet (los servidores) con los servicios que proporcionan. De esa forma, por ejemplo, el nombre de host para un servidor web normalmente es «WWW», para un servidor FTP se suele usar «ftp», y para un servidor de noticias, USENET, «news» o «nntp» (en relación con el protocolo de noticias NNTP). Estos nombres de host aparecen como subdominio de DNS, como en «www.example.com».
El uso de estos prefijos no está impuesto por ningún estándar, de hecho, el primer servidor web se encontraba en «nxoc01.cern.ch» e incluso hoy en día existen muchos sitios Web que no tienen el prefijo «www». Este prefijo no tiene ninguna relación con la forma en que se muestra el sitio web principal. El prefijo «www» es simplemente una elección para el nombre de subdominio del sitio web.
Algunos navegadores web añaden automáticamente «www.» al principio, y posiblemente «.com» al final, en las URL que se teclean, si no se encuentra el host sin ellas. Internet Explorer, Mozilla Firefox y Opera también añadirán «http://www/.» y «.com» al contenido de la barra de dirección si se pulsan al mismo tiempo las teclas de Control y ↵ Entrar (tecla enter). Por ejemplo, si se teclea «ejemplo» en la barra de direcciones y luego se pulsa solamente ↵ Entrar o Control+↵ Entrar normalmente buscará «http://www.ejemplo.com», dependiendo de la versión exacta del navegador y su configuración.

## Tecnologías web
Las tecnologías web implican un conjunto de herramientas que nos facilitarán lograr mejores resultados a la hora del desarrollo de un sitio web.
| - Google Chrome - Mozilla Firefox - Amaya - Epiphany - Galeon - Internet Explorer sobre Windows - Microsoft Edge sobre Windows 10 - Konqueror sobre linux - Lynx sobre linux - Maxthon - Netscape Navigator - Opera - Safari - Seamonkey - Shiira - Flock - Arora - K-Meleon - Orca Browser - Avant Browser - Brave (navegador web) | - Servidor HTTP Apache (libre, servidor más usado del mundo) - Servidor HTTP Cherokee - nginx - IIS - lighttpd | - OAI-PMH - CFM Coldfusion - DHTML - PHP - ASP - CGI - JSP (Tecnología Java) - .NET - Python - Scratch (lenguaje de programación) |

## Tipología web
- Buscador Internet
- Foro (Internet)
- Software social
- Portal web o CMS
- Bitácora o Weblog / Blog
- Wiki
- Web 2.0